# 金井 (晋江)
金井基督教堂位于福建省晋江市金井镇金井社区经纬街，是一口元代古井。据称南宋末皇帝南逃经过此处时命名。
2007年6月7日，金井公布为晋江市文物保护单位。